# چبون، وئیودشیپ مازویان
چبون، وئیودشیپ مازویان (به لاتین: Trzebuń, Masovian Voivodeship) یک سکونتگاه مسکونی در لهستان است که در Gmina Stara Biała واقع شده‌است.